# Mimeusemia davidsoni
Mimeusemia davidsoni là một loài bướm đêm trong họ Noctuidae.